# Gjirokastër (stad)
Gjirokastër ([ɟiɾɔˈkastəɾ]; bepaalde vorm: Gjirokastra; Gegisch: Gjinokastër; Grieks: Αργυρόκαστρο, Argyrokastro; Italiaans: Argirocastro; Turks: Ergiri) is een stad (bashki) in het zuiden van Albanië en is de hoofdstad van de Gjirokastër-prefectuur tegen de Griekse grens. Gjirokastër is een van de oudste steden van het land, en een cultureel centrum van de Griekse minderheid in Albanië; er is ook een Grieks consulaat. De stad is de geboortestad van dictator Enver Hoxha en van de schrijver Ismail Kadare. Ze speelt een belangrijke rol in veel van Kadare's boeken, onder andere in Kroniek van de stenen stad (Kronikë në gur).
Het historische deel van deze stad (67,80 ha) is door UNESCO op de Werelderfgoedlijst geplaatst onder de titel Historische centra van Berat en Gjirokastër.

## Bestuurlijke indeling
Administratieve componenten (njësitë administrative përbërëse) na de gemeentelijke herinrichting van 2015 (inwoners tijdens de census 2011 tussen haakjes):
Antigonë (998) • Cepo (1727) • Gjirokastër (19836) • Lazarat (2801) • Lunxhëri (1941) • Odrie (433) • Picar (937).
De stad wordt verder ingedeeld in 39 plaatsen: Andon Poçi, Arshi Lengo, Asim Zeneli, Çepun, Dhoksat, Erind, Fushëbardhë, Gjat, Gjirokastër, Golem, Humelicë, Hundëkuq, Kakoz, Kaparjel, Kardhiq, Karjan, Këllëz, Kodër, Kolonjë, Kordhoce, Krinë, Labovë e Madhe, Labovë e Vogël, Lazarat, Mashkullorë, Mingul, Nokovë, Palokastër, Picar, Plesat, Prongji, Qesorat, Saraqinisht, Shtëpëz, Taroninë, Tërbuq, Tranoshisht, Valare, Zhulat.

## Geschiedenis
In 1420 werd de toen Griekse (Byzantijnse, Oost-Romeinse) stad Argyrocastron bezet door de Turken, die er de scepter bleven zwaaien tot 1912, toen de staat Albanië het levenslicht zag. Eerdere Griekse pogingen de stad te heroveren liepen op niets uit; alleen tijdens de Tweede Wereldoorlog waren de Grieken er weer enkele maanden de baas (van december 1940 tot april 1941), nadat ze de Italiaanse bezetters hadden weten te verdrijven.

## Bevolking
De stad telt 28.673 inwoners (2011), een cijfer dat in de loop der tijd sterk is gestegen (6000 inwoners omstreeks 1880, 11.000 rond 1950, 20.630 in 2001), maar de laatste jaren opnieuw in dalende lijn gaat (van 43.095 inwoners in 2009 naar 29.000 in 2011).
Gjirokastër heeft een gemengde religieuze samenstelling. Ongeveer 39,22 procent van de bevolking is islamitisch, zo'n 15,23 procent behoort tot de Albanees-Orthodoxe Kerk, 3,24 procent is lid van de Katholieke Kerk en 3,08 procent behoort tot de mystieke stroming van het Bektashisme.

## Cultuur en bezienswaardigheden
- De bazaar met de Moskee van Gjirokastër (Xhamia e Gjirokastrës)
- Het huis van Enver Hoxha, tegenwoordig een museum
- Het Kasteel van Gjirokastër (Kalaja e Gjirokastrës)
- Het vier- of vijfjaarlijkse Nationaal Folklorefestival van Gjirokastër (Festivali Folklorik Kombëtar i Gjirokastrës), dat bij de burcht plaatsvindt

## Sport
Voetbalclub Luftëtari Gjirokastër speelde van 2008-2009 tot en met 2011-2012 in de Kategoria e Parë, Albaniës tweede nationale klasse. In 2012 werd de vereniging er kampioen, en promoveerde ze naar de Kategoria Superiore. Het team heeft zijn thuisbasis in het Stadiumi Subi Bakiri.

## Jumelage
- Klinë (Kosovo)

## Geboren
- Gregorius IV van Athene (18e eeuw-1828), Grieks geleerde en aartsbisschop van Athene
- Bajo Topulli (1868-1930), activist en militair
- Fejzi Alizoti (1876-1945), waarnemend premier (1914)
- Çerçiz Topulli (1880-1915), activist, militair, schrijver en volksheld
- Eqrem Libohova (1882-1948), premier (januari-februari en mei-september 1943)
- Omer Nishani (1887-1954), voorzitter van het Presidium van de Volksassemblee (1946-1953)
- Enver Hoxha (1908-1985), partijleider en premier
- Takis Tsiakos (1909-1997), Grieks dichter
- Haki Toska (1920-1994), politicus
- Ismail Kadare (1936-2024), schrijver
- Altin Haxhi (1975), voetballer

### Woonachtig
- Bashkim Fino (1962), econoom en premier (1997)